# Zlatno pravilo
Zlatno pravilo označava etičko načelo ponašaja pojedinaca prema bližnjem na način na koji i sam očekuje od drugih prema njemu.
Spada u arhetip ljudskog socijalnog ponašanja u zajednici. U socijalnim smislu zlatno pravilo slijedi načelo uzajamnosti i djeluje stabilizirajuće na društvo. 
Zlatno pravilo vrijedi u pozitivoj ili aktivnoj, kao i negativoj ili u pasivnoj verziji: "kako hoćete da čine vama ljudi, činite i vi njima..." Biblija:((Matej|7|12)) i ((Luka|6|31)) i "Ne činite ono što ne želite da drugi čine vama..." 
Zlatno pravilo u judaizmu i u kršćanstvu ima značaj općeg dobra, a bilo je prisutno već primjerice u doba antičke grčke i rimskog carstva. 
Poznate su formulacije filozofa Herodota, Talesa i Pitaka i mnogih drugih. U istočnim kulturama ovo etičko načelo je također poznato.
Ne daje specifične upute, nego postavlja kriterij za prethodnu procjenu posljedice ili ishoda mogućeg čina.
Pojam Zlatno pravilo se koristi tek od 18. stoljeća osobito na engleskom govornom području. Nakon prvog svjetskoga rata pojam se proširio i u drugim jezicima. 